# Szczur (film)
Pour plus de détails, voir Fiche technique et Distribution.
Szczur (Szczur) est un film d'action polonais réalisé par Jan Łomnicki, sorti en 1995, en suite de Wielka wsypa.

## Fiche technique
- Titre : Szczur
- Réalisation : Jan Łomnicki
- Scénario : Jan Englert, Jan Łomnicki
- Photographie : Bogdan Stachurski
- Musique : Piotr Hertel
- Costumes : Wiesława Starska
- Montage : Krystyna Górnicka
- Producteur:
- Sociétés de production : Studio Filmowe Kadr, Telewizja Polska
- Sociétés de distribution :
- Pays d'origine : Pologne
- Langues : polonais
- Dates de sortie :
  -  Pologne : 11 mai 1995
  -  France :

## Distribution
- Jan Englert – Jarek Bronko vel Branicki
- Marek Kondrat
- Zbigniew Buczkowski
- Paweł Burczyk
- Ewa Szykulska: Mamuśka
- Michał Pawlicki
- Stefan Friedman
- Tomasz Sapryk
- Elżbieta Czyżewska
- Mariusz Benoit
- Irena Dziedzic
- Ryszard Pietruski (en)
- Andrzej Grąziewicz
- Cezary Domagała
- Magdalena Zawadzka
- Mirosław Zbrojewicz
- Janusz Bukowski
- January Brunov